# Prionobutis microps
Prionobutis microps är en fiskart som först beskrevs av Weber, 1907.  Prionobutis microps ingår i släktet Prionobutis och familjen Eleotridae. Inga underarter finns listade i Catalogue of Life.